# Терапонтий Софийски
Свети свещеномъченик Терапонтий Софийски или Терапонтий Трънски е български светец. Чества се на 27 май, заедно със Св. свмчк Терапонт Сардикийски, и е един от 9-те софийски светци. Просиял е в 1555 г.
За него Матей Граматик в ХVІ век пише: „Свещеномъченик Терапонт, който бидейки жител на това място и презвитер на светата Божия църква в Сердика (София), живял с много добродетели и на края, по време на гоненията против християните, бил задържан под стража от беззаконниците заради Христовата вероизповед. Подир много мъчения, и обложен с тежки железни вериги, той бил изведен вън от града на един ден път и на това място му отсекли главата и така получил мъченическа смърт за Христа. А говорят, че на мястото, където се проляла кръвта му, след време пораснал голям дъб, който и досега се вижда, и стават там различни изцеления, когато с вяра се пристъпва.“ От този дъб един дънер с мъченическа кръв на светеца е запазен като свещена реликва в старинната софийска църква „Света Петка Стара“, където всяка година на 27 май се чества паметта на свещеномъченика.
Паисий Хилендарски в История славяноболгарска посочва: „В град София се намират трима свети мъченици: 1) свети Георгия; 2) свети Николае; 3) свети Терапонтия. тоя светец бил свещеник в Трън, където сега отива много народ за изцеление. Гдето турците го посекли, израсъл дъб и с неговите молитви се дава при тоя дъб много изцеление. Така и светите Георгия и Николае пострадали от безбожните турците през Селимовото царуване; и техните свети мощи дават изцеление в тоя град София.“
Образи на св. Терапонтий са известни от XIX в.: икони в софийската църква „Св. Параскева“, в Перник, в трънската църква „Св. Петка“, стенопис в църквата „Св. Димитър“ в с. Ярловци, Трънско, тук е имало и икона. В Трънско и Годечко е имало народни обичаи, свързани със светеца. Той е почитан като лечител и закрилник на реколтата. В Трън има пещера, която се сочи като убежище на светеца. В града е имало и параклис на негово име, изгорен от турците в 30-те години на ХІХ в. На Терапонтий Софийски през Втората световна война и до 1957 г. е бил посветен построеният в 1872 г. възрожденски храм „Св. Троица“, днес – Св. Вмчк. Мина, в софийския квартал Слатина, построен върху останките на разрушения от турците манастир „Св. Троица“. Според преданието тук е бил посечен светецът и това дава основание да се мисли, че свети Терапонтий е бил някой от подвизаващите се в тогавашния манастир духовни отци.
В научната литература съществуват мнения, че вероятно светец с името Терапонт не е съществувал като историческа личност, а има налице смесване и наслегване на личността на св. Терапонт Сардийски върху св. Терапонт Сердикийски. В тази връзка има публикации изследванията върху появата на култа към св. Терапонт в България на изследователи като М. Лачев, Г. Вълчинова, М. Стоянов и други. Може да се предположи, че Терапонт Софийски е събирателен образ на българското мъченичество в Западна България от първите години след завладяването на България от османците, който Матей Граматик облича в конкретен сборен образ.